# Rotundininae
Rotundininae es una subfamilia de foraminíferos planctónicos de la familia Hedbergellidae, de la superfamilia Rotaliporoidea, del suborden Globigerinina y del orden Globigerinida. Su rango cronoestratigráfico abarca desde el Albiense (Cretácico inferior) hasta el Coniaciense (Cretácico superior).

## Discusión
Clasificaciones posteriores han incluido Rotundininae en la familia Globotruncanellidae y en la superfamilia Globigerinoidea.

## Clasificación
Rotundininae incluye a los siguientes géneros:
- Falsotruncana †
- Praeglobotruncana †

Otros géneros considerados en Rotundininae son:
- Bermudeziana †
- Falsomarginotruncana †
- Rotundina †, considerado sinónimo posterior de Praeglobotruncana
- Tenuigerina †, también considerado en la familia Globuligerinidae